# Дъбравино
Дъбравино е село в Североизточна България. То се намира в община Аврен, област Варна, на около 45 км от гр. Варна. Старото име на селото е Чалъ̀ махалле („Храстова махала“)

## География
Село Дъбравино е разположено край река Камчия, непосредствено до Лонгоза. Теренът е предимно хълмист.

## Население

### Етнически състав

#### Преброяване на населението през 2011 г.
Численост и дял на етническите групи според преброяването на населението през 2011 г.:
|                     | Численост | Дял (в %) |
| Общо                | 1404      | 100,00    |
| Българи             | 416       | 29,62     |
| Турци               | 938       | 66,80     |
| Цигани              | 7         | 0,49      |
| Други               | 9         | 0,64      |
| Не се самоопределят | 5         | 0,35      |
| Неотговорили        | 29        | 2,06      |

## Религии
Източно православие и ислям.

## Културни и природни забележителности
Лонгозните гори около селото са типични за северното Черноморие със своята непристъпност, богата растителност и множество животински видове.

## Личности
Петър Стоянов — автор на книгите „Дъбравино в миналото“ (1984 г.), „Стара Варна в първите години след Освобождението — 1878–1890“ (1992 г.), „Стара Варна на границата между две столетия — 1890–1912“ (1995 г.), „Варна през древността“ (1998 г.), „Камчийски шепот“ (2001 г.), както и на повече от сто и петдесет статии в местния и централния периодичен печат за миналото на Варна.